# Fritz Belleville
Fritz Belleville (auch Fritz Belleville-Jünger; * 30. Dezember 1903 in Berlin; † 3. Mai 1994 in Basel; Pseudonym: Fritz Merz) war ein deutscher politischer Aktivist.

## Leben
Belleville studierte Rechtswissenschaft in Berlin und Frankfurt. 1922 trat er in die Kommunistische Partei Deutschlands ein, von welcher er 1926 ausgeschlossen wurde. Zuvor war er 1925 für Karl Korsch in Frankfurt tätig. Er gehörte auch der Kommunistischen Studentenfraktion an und war verantwortlicher Redakteur von deren Organ Rote Studenten-Fahne.
Nach seinem Ausschluss aus der KPD wandte Belleville sich dem Trotzkismus zu. 1932 kam er nach Basel, studierte dort Nationalökonomie, Geschichte und Philosophie und war in der marxistischen Studentengruppe aktiv; von 1933 bis 1934 war er Mitglied der Marxistischen Aktion. Von 1932 bis 1934 war er Mitglied der Trotzkistischen Bewegung. Während des Krieges war Belleville zeitweise in Arbeitslagern; er erhielt erst 1954 die Schweizer Niederlassungsbewilligung. 1940 wurde er aus Deutschland ausgebürgert; erst 1977 nahm er wieder die deutsche Staatsangehörigkeit an. Nach 1945 war er Korrektor, Referent bei der Schweizerischen Arbeiterbildungszentrale und Präsident der Ortsgruppe Basel der Freidenker.